# Aldyn-ool Sevek

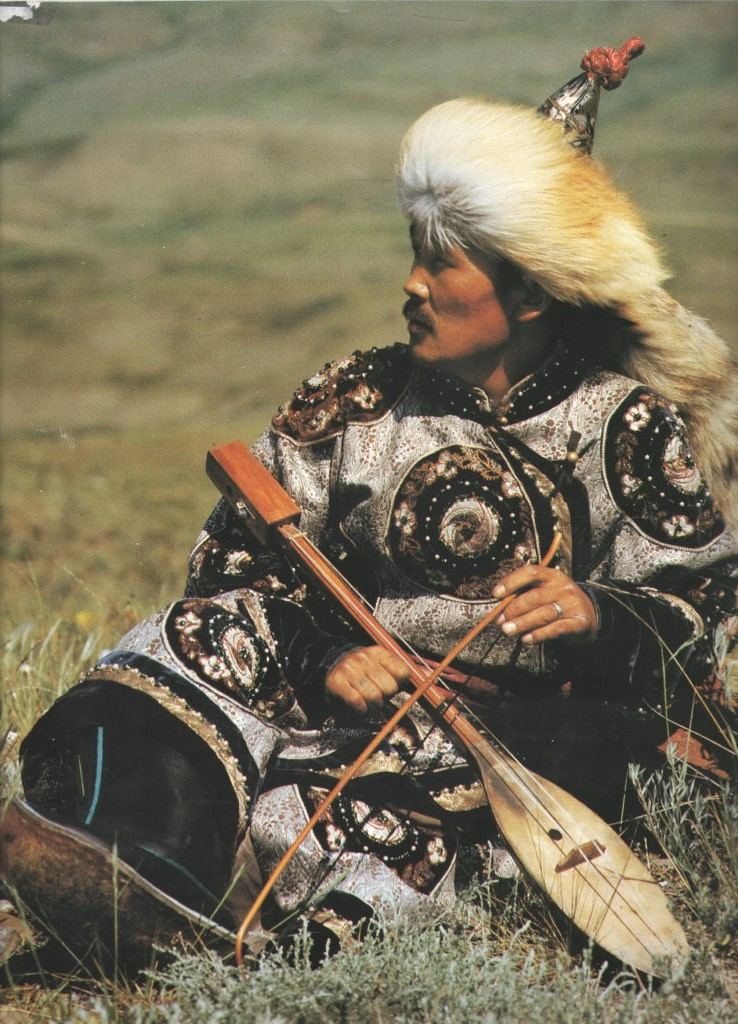

Aldyn-ool Sevek (imię "Aldyn-ool" oznacza w tuwińskim "Złoty Chłopiec"; zm. 11 września 2011) – tuwiński artysta, wokalista, członek zespołu Yat-Kha. Łatwo identyfikuje się jego potężny wokal – śpiew gardłowy, przede wszystkim w stylu kargyraa. Ponadto grał na igilu i morin chuurze.
Urodził się i spędził znaczną część życia we wsi Mugur-Aksy, która znajduje się w południowo-zachodniej części Tuwy (Mongun Tajga), przy granicy z Mongolią. Jest to rejon bardzo izolowany od świata, słabo zaludniony, zamieszkany w większości przez częściowo nomadycznych pasterzy wypasających stada w izolowanych dolinach.
Rodzina i najbliżsi sąsiedzi Aldyn-oola śpiewali chöömej (śpiew gardłowy), swój pierwszy kontakt z muzyką zawdzięczał wujkom po obu stronach rodziny oraz staremu sąsiadowi zwanemu Bodagan. Aldyn-ool dorastał w przeświadczeniu, że styl chöömej jest normalnym śpiewem.
Aldyn-ool pracował przez lata w Kyzyle, dla oficjalnej tuwińskiej folk grupy Sayani Ensemble. Nieco później, zanim dołączył do Yat-Khy odwiedził Kubę, Czechosłowację (chociaż śmierć Breżniewa oznaczała odwołanie koncertów) oraz Szwecję z grupą Kungurtug – obecną Huun-Huur-Tu.
Pierwsze i jedyne doświadczenie związane ze studiem nagraniowym (zanim dołączył do Yat-Khy) miało miejsce w 1984 roku w Leningradzie. 
Z Yat-Kha jeździł na tournée, przy czym ze względu na dość niesystematyczny tryb działalności artystycznej tego zespołu, Aldyn-ool Sevek na co dzień trudnił się gospodarką, m.in. pasterstwem. Podobno czasami Yat-Kha miał problemy, żeby w ogóle odszukać go na tournée.

## Albumy
- Deep in the Heart of Tuva (1996) – jeden utwór na składance